# Yolande Straughn
Yolande Straughn, född 18 mars 1968, är en friidrottare från Barbados. Hon deltog vid olympiska sommarspelen 1988.